# أبو جانتي 2 (مسلسل)
'أبو جانتي 2 هو مسلسل وتتمة للجزء الأول حيث تم تصويره في دبي. وتدور الأحداث حول سائق تاكسي يحل مشاكل العملاء ناسياً مشاكله خلفها .

## أبطال المسلسل
- سامر المصري
- أندريه سكاف
- تاج حيدر
- سامية الجزائري
- ماجد فوزي